# Onkraj ceste se spet pričenja življenje
Onkraj ceste se spet pričenja življenje je mladinski partizanski roman pisatelja Mitje Vošnjaka s partizansko temo. Govori o vračanju delegatov z mladinskega kongresa v Bosni. Ilustriral ga je Božidar Jakac. Obsega 87.000 besed in nima poglavij.

## Zgodba
"Sicer pa bomo najbrž vedno ubijali ljudi! Če tujih ne, pa vsaj svoje najbližje! Dokler se bomo pobijali samo z orožjem, je še dobro, nič preveč ne boli in hitro mine! Najhuje je, kadar ubijamo z ljubeznijo" (171)
Roman se začenja nedaleč stran od Udbine, do koder s kongresa v Drvarju prispejo Kostja in njegova mlada delegacija. Ker jim Vrhovni štab ne pošlje obljubljenih kamionov, morajo, že tako utrujeni, peš na pot. Zaradi težkih nahrbtnikov in nevajenosti hoje je najhuje prišlekoma, mladi Marii in sivolasemu Bertu. Med potjo jih doleti ofenziva in delegacija se skriva po gozdovih, za skalami ... Partizani vmes srečajo veliko nesrečnikov, ki se skrivajo po gozdovih, od bolnikov do mladih mamic, imajo pa tudi srečo, da vedno najdejo dovolj hrane, da lahko preživijo. Med njimi se spletejo tako prijateljske kot tudi ljubezenske vezi.
V romanu prevladuje dialog, zgodbe pravzaprav ni.

## Kritika
Mladinski roman Mitje Vošnjaka Onkraj ceste se spet pričenja življenje je značilen primer zvodenelega teksta s partizansko tematiko. Niti po vsebini, ki je preveč razvlečena in dolgočasna, in niti po obliki bi ne mogli soditi, da je to delo, ki bi naj pritegnilo mladega bralca in ga seznanilo z resničnimi napori in prizadevanji mladine med NOB. Popolnoma odveč je tudi pripomba na koncu knjige: dogodki so takšni, kot so bili v resnici, le nekaj zgoščeni ... — knjiga nas kljub temu ne prepriča. Avtor se je izogibal deskripcije, skoraj vsa zgodba sloni na dialogih med delegati, ki se vračajo s kongresa jugoslovanske mladine v Bosni. Fiktivne fabule skoraj ni, v knjigi je zajet le del naporne poti, ob čemer pa naj bi delegati pokazali tudi svoj pravi partizanski duh. Izklesali naj bi se njihovi pravi značaji. Redke osebe v knjigi je avtorju sicer uspelo orisati nekoliko v globino, večina pa nam na koncu še vedno ostane tako meglena in neizrazita kot ob začetku. Seznanimo se z njihovimi imeni, osnovnimi nagibi, ki so jih privedli v partizane, in nič več. Še ljubezen je opisana tako mladostno aktivistično, da v njej ne moremo iskati pravega čustva. Dinamike, akcij, ki bi bralca pritegnile, da bi knjigo prebral do konca, skoraj ni. Pripoved se razvija premočrtno, osnovna linija le rahlo vzvalovi potem pa se spet, brez resnejših posledic za udeležence pohoda, poleže. Ne zanikamo, da bi podrobnejša analiza knjige ne našla v njej drobcev, za katerimi bi morda zaslutili plamenček, ki bi nas pogrel. Vemo pa, da nas knjiga taka, kakršna je v celoti, pusti hladne in neprizadete. Res ne želimo, da bi naša književnost z narodnoosvobodilno tematiko, posebno še tista z ambicijami, da bi v resnici bila dokumentarna, realna dejstva poivarjala in ustvarjala literaturo komercialnega značaja. Ne, nikakor. Ne želimo pa si tudi partizanskih knjig za vsako ceno. Prepričani smo, da snovi, zanimive tako za mlajšega kakor tudi za odraslega bralca, ne bo še kmalu zmanjkalo. Treba pa je zanimive teme, sloneče na resničnih dogodkih, spretno obdelati in pri tem ne zanemarjati niti idejne niti estetske strani. Koliko partizanskih knjig iz preteklega obdobja je samo zaradi takih pomanjkljivosti že prešlo v pozabo! (Prešeren 1964)